# (2962) Otto
(2962) Otto est un astéroïde de la ceinture principale.

## Description
(2962) Otto est un astéroïde de la ceinture principale. Il fut découvert le 28 décembre 1940 à Turku par Yrjö Väisälä. Il présente une orbite caractérisée par un demi-grand axe de 2,57 UA, une excentricité de 0,04 et une inclinaison de 15,6° par rapport à l'écliptique.

## Compléments